# Peter W. Singer

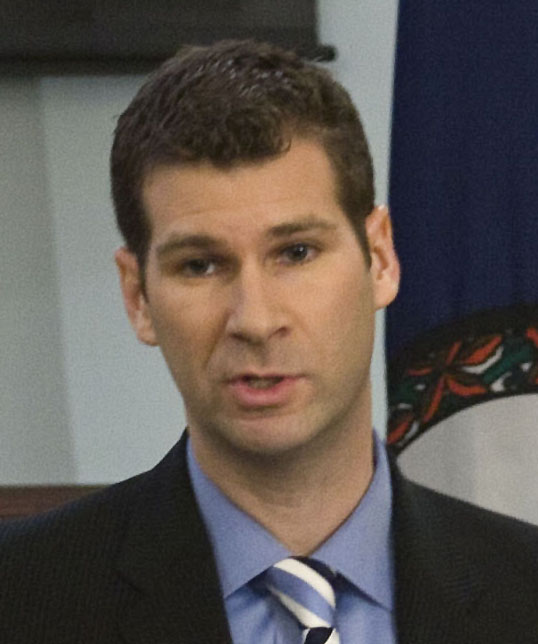
P. W. Singer (2010)

Peter Warren Singer (* 1974) ist ein US-amerikanischer Politikwissenschaftler und Militärhistoriker. Er ist Professor of Practice im Center on the Future of War and the School of Politics and Global Studies an der Arizona State University und Strategist im Thinktank New America und war zuvor Gründungsdirektor des 21st Century Defense Initiative-Projekts an der Brookings Institution.
Peter W. Singer erlangte 1997 an der Princeton University einen Abschluss als Artium Baccalaureus und wurde 2001 an der Harvard University zum Ph.D. promoviert. Später diente er in der Balkan Task Force des US-Verteidigungsministeriums.
Mit seinem Buch Corporate Warriors: The Rise of the Privatized Military Industry (Cornell University Press, 2003) über die private Söldnerindustrie gewann er 2004 den Gladys-M.-Kammerer-Award der American Political Science Association für die beste politikwissenschaftliche Publikation im Bereich US-Politik.
2009 veröffentlichte Singer das Buch Wired For War: The Robotics Revolution and Conflict in the 21st Century. Es beschrieb und hinterfragte kritisch den Einsatz und die Weiterentwicklung von Militärrobotern, unbemannten Bodenfahrzeugen und unbemannten Drohnen in der modernen Kriegsführung.

## Werke
- mit August Cole: Burn-In: A Novel of the Real Robotic Revolution. Houghton Mifflin, Boston 2021, ISBN 978-0-358-50861-8.
- mit Emerson T. Brooking: Likewar: The Weaponization of Social Media. Mariner, Boston 2019, ISBN 978-0-358-10847-4.
- mit August Cole: Ghost Fleet: A Novel of the Next World War. Houghton Mifflin, Boston 2015, ISBN 978-0-544-14284-8.
- mit Allan Friedman: Cybersecurity and Cyberwar: What Everyone Needs to Know. Oxford University Press, New York 2014, ISBN 978-0-19-991811-9.
- Wired for War: The Robotics Revolution and Conflict in the 21st Century. Penguin, New York 2011, ISBN 978-0-14-311684-4.
- Corporate Warriors: The Rise of the Privatized Military Industry. 2., aktualisierte Auflage. Cornell University Press, Ithaca 2007, ISBN 978-0-8014-7436-1.
- Children at War. University of California Press, Berkeley 2006, ISBN 978-0-520-24876-2.